# Moritz Inderbitzin
Moritz Inderbitzin (ur. 24 września 1921, zm. 21 października 1993) – szwajcarski zapaśnik walczący w stylu klasycznym. Olimpijczyk z Londynu 1948, gdzie zajął szóste miejsce w kategorii plus 87 kg.

## Letnie Igrzyska Olimpijskie 1948
| Konkurencja           | Rundy eliminacyjne    | Rundy eliminacyjne  | Rundy eliminacyjne  | Klas. końcowa |
| Konkurencja           | Przeciwnik I          | Przeciwnik II       | Przeciwnik III      | Miejsce       |
| --------------------- | --------------------- | ------------------- | ------------------- | ------------- |
| +87 kg styl klasyczny | Ahmet Kireççi (TUR) P | Len Pidduck (GBR) Z | Tor Nilsson (SWE) P | 6.            |